# Alida Withoos
Alida Withoos (Amersfoort 1661/62 - Amsterdã, 5 de dezembro de 1730) foi uma artista botânica e pintora. Segunda filha dos também pintores holandeses Matthias Withoos (1627-1703) e Wendelina van Hoorn (1618-ca.1680), Alida tinha três irmãos e uma irmã Johannes, Pieter, Frans e Maria - todos eles pintores e treinados pelos pais em seu estúdio. Seus trabalhos tiveram boa repercussão no Século de Ouro dos Países Baixos.

## Vida pessoal e carreira

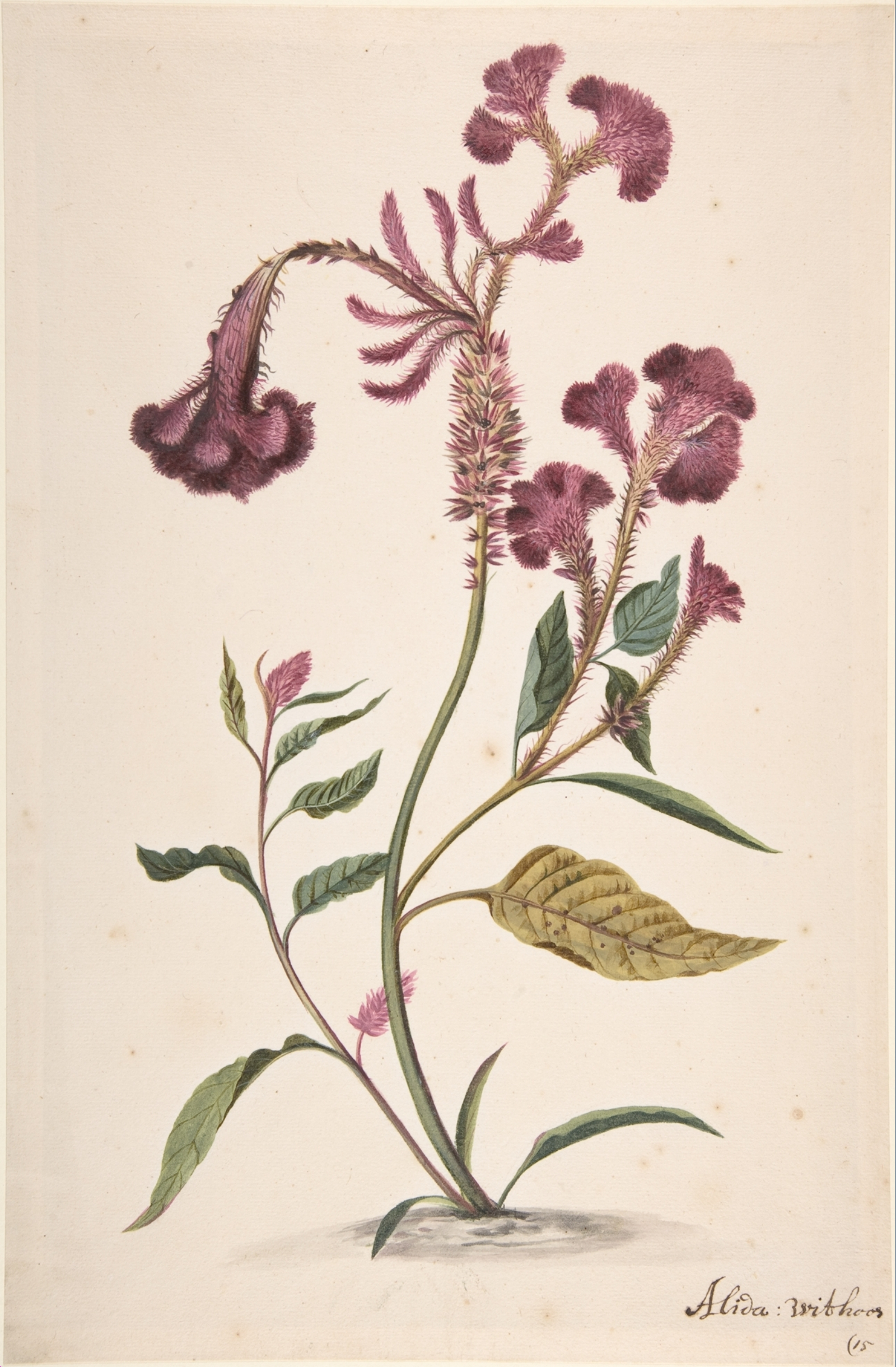
Estudo da Celosia argentea, por Alida Withoos (1662-1730)

Alida nasceu em Amersfoort, na província neerlandesa de Utrecht. Interessada pela pintura por influência dos pais, ela e os irmãos começaram sua instrução no estúdio dos pais, pintando natureza morta e plantas, em especial flores. Com a invasão do Utrecht pela França, a família foi obrigada a se mudar para Hoorn em 1672, onde morava seu avô materno. Em 1701, casou-se com o também pintor holandês Andries Cornelisz van Dalen.

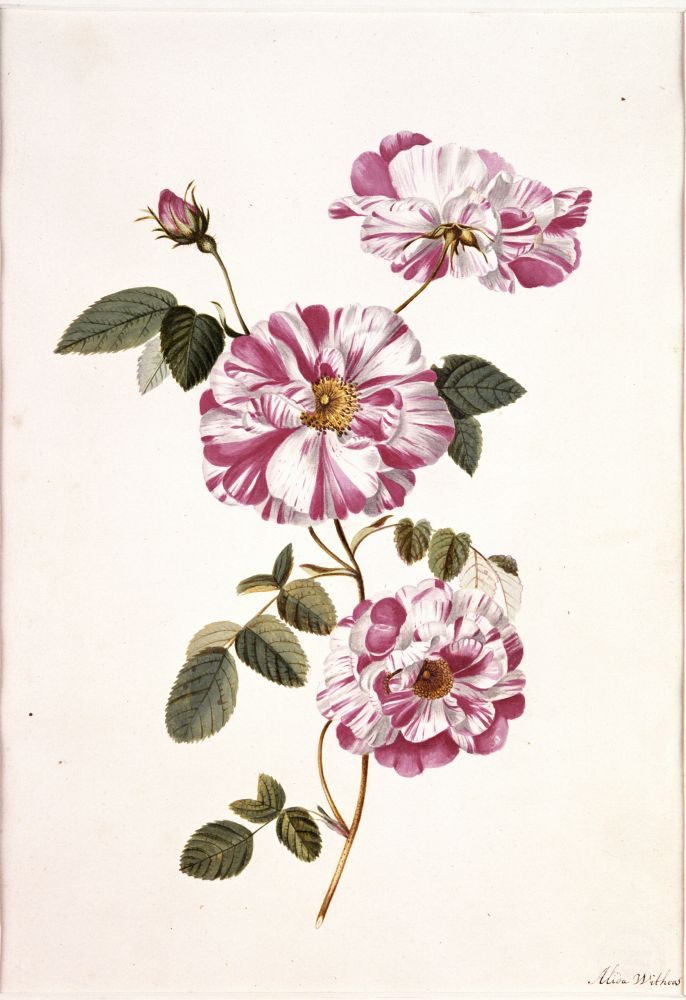
Um dos trabalhos de Alida Withoos

Ser pintor era uma profissão cara, desde as primeiras aulas, devido ao custo do material. Normalmente, uma família não incluiria mulheres em aulas de artes, mas Matthias Withoos logo reconheceu o talento das filhas Alida e Maria. Alida logo começou a ganhar reconhecimento pelo nível de detalhe de suas pinturas botânicas, usadas em livros e catálogos. Sua arte foi requisitada na década de 1690 por Agnes Block (1629-1704) para visitar sua propriedade, a fazenda Vijverhof, na cidade holandesa de Nieuwersluis, na margem do rio Vecht e junto de outros artistas de renome, como Maria Sibylla Merian e Pieter Holsteyn II, realizaram um levantamento detalhado e descrição da flora de seu jardim. Foi nesse trabalho que Alida pintou, em 1694, a primeira ilustração de um abacaxi na Europa.
Além de flores, Alida também ilustrava pássaros, borboletas e insetos, hoje expostos em museus na Holanda junto de seus cadernos de rascunhos. Seus trabalhos eram caracterizados pela extrema precisão dos traços e dos objetos de estudo, com cores vibrantes, trabalhando em geral com aquarela sobre papel. Cerca de 34 de suas ilustrações em aquarela, feitas em 1694, compõem o Atlas Moninckx, um compêndio sobre a flora dos jardins de Amsterdã. Cerca de 425 imagens do Jardim Botânico de Amsterdã também foram preservadas, ilustrando plantas trazidas pelos navios da Companhia Holandesa das Índias Orientais, hoje preservados no acerbo da biblioteca da Universidade Wageningen. 

## Morte
Muitas pinturas assinadas pelo pai de Alida podem muito bem ser dela e de sua irmã Maria. Seu pai sofria de gota e passava vários meses sem trabalhar e após sua morte, em 1703, Alida mudou-se para Amsterdã. Aparentemente, depois de seu casamento em 1701, sua carreira de pintora caiu no ostracismo. Alida faleceu em Amsterdã, em 5 de dezembro de 1730, sem filhos, tendo sido sepultada na Igreja Westerkerk, na capital holandesa.